# 拉翁莱塔普
拉翁莱塔普（法語：Raon-l'Étape，發音：[ʁɑ̃ letap] 或 [ʁaɔ̃ letap] ⓘ），法国东北部城市，大东部大区孚日省的一个市镇，隶属于孚日圣迪耶区，其市镇面积为23.71平方公里，2022年1月1日时人口数量为6,011人，在法国市镇中排名第1,670位。
拉翁莱塔普位于孚日省东北部，与默尔特-摩泽尔省接壤，市区位于默尔特河畔，法国国道N59线和吕内维尔－圣迪耶铁路由此通过。

## 地名来源

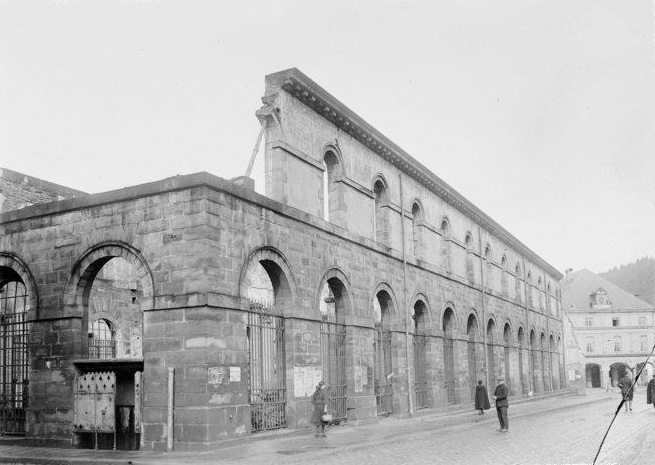
一战时期被损毁的建筑

拉翁莱塔普由拉翁和莱塔普两地于18世纪时合并而成。

## 历史
拉翁莱塔普地区的城市始建于公元13世纪，彼时，得益于航运的发展，普莱讷河与默尔特河交汇处逐渐形成一处集镇。洛林公爵费里三世在此修建博勒加尔城堡（château de Beauregard）。1476年，大膽查理曾占领此地。法国大革命后，拉翁莱塔普成为孚日省的一个市镇。工业革命期间，连接吕内维尔和圣迪耶的铁路由此通过。普法战争期间，法兰西和普鲁士军队曾在此展开激烈的交战。第一次世界大战期间，拉翁莱塔普曾受到较为严重的破坏。1947年，拉讷沃维尔莱拉翁整体合并入拉翁莱塔普市镇范围。

## 地理

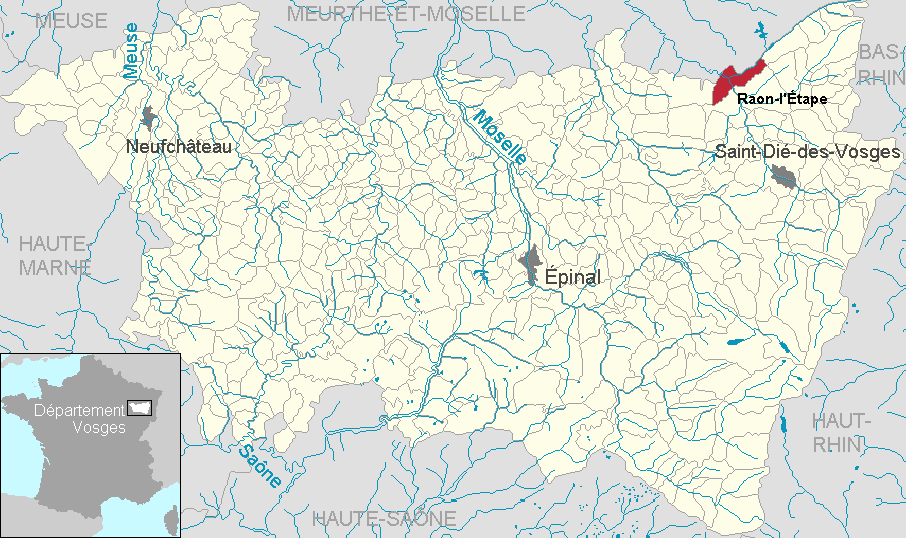
拉翁莱塔普在孚日省的位置

拉翁莱塔普位于法国东北部，大东部大区东部偏北和孚日省东北部，距离省会埃皮纳勒大约46公里。与拉翁莱塔普接壤的市镇包括：贝尔特里尚、埃蒂瓦勒-克莱尔方丹、讷夫迈松、默尔特河畔蒂亚维尔、普莱讷河畔塞勒、穆瓦延穆捷、圣巴尔布。

### 地形
拉翁莱塔普位于孚日山西北部的一处河谷之中，市中心地势平坦，周边区域则多为丘陵，全境海拔在279到610米之间。

### 水文
默尔特河干流自东南向西北流经境内，另有普莱讷河在此与其交汇。

### 植被
拉翁莱塔普属于温带落叶林区，林地广泛分布于市镇范围内。

### 气候
拉翁莱塔普在柯本气候分类法中属于温带海洋性气候，但因距离海岸线相对较远，当地气候又有一定大陆性特征。

## 行政区划
拉翁莱塔普是法国大东部大区孚日省的一个市镇，编号为88372。拉翁莱塔普隶属于孚日圣迪耶区、孚日省第二选区，管理拉翁莱塔普县，同时也是孚日圣迪耶城市圈公共社区的组成部分。
自2020年起，法国国家统计与经济研究所（简称）在进行数据统计时，将拉翁莱塔普划入包含47个市镇的孚日圣迪耶城市辐射区中。同时，还将拉翁莱塔普市镇分为了2个“块区”（IRIS），以便于统计人口分布情况。

## 交通

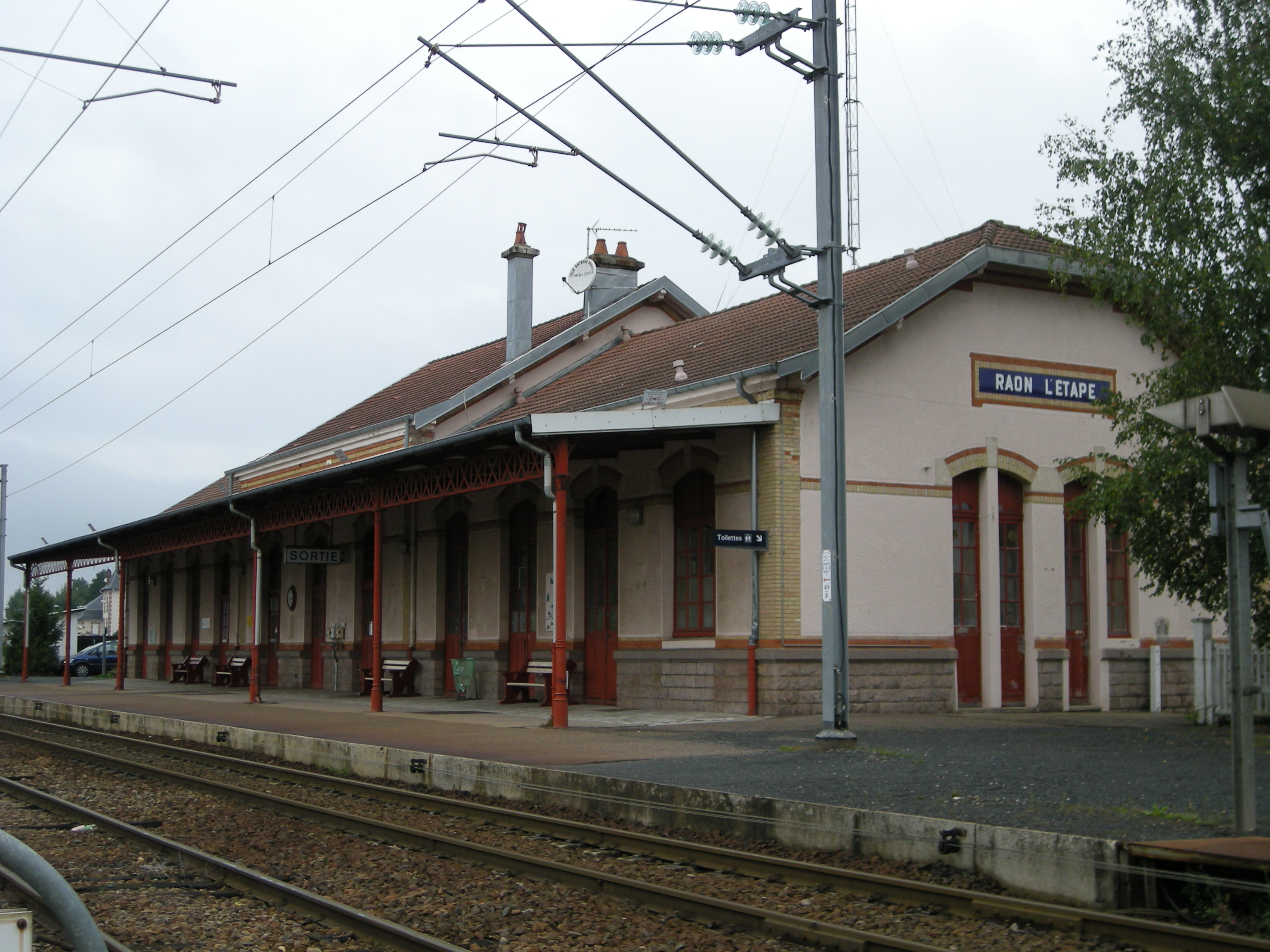
拉翁莱塔普火车站

### 公路
法国国道N59线从拉翁莱塔普市区穿过。此外多条孚日省省道在拉翁莱塔普境内交汇，大东部大区下属的城际客运提供巴士线路，可前往普莱讷河畔塞勒。
2017年，66.4%的拉翁莱塔普家庭拥有至少一辆的私人汽车。2018年，拉翁莱塔普境内共发生各类交通事故3起，造成4人受伤。

### 铁路
拉翁莱塔普位于吕内维尔－圣迪耶铁路上。拉翁莱塔普站位于市区中部，停靠往返于南锡和孚日圣迪耶一线的区域列车。

### 航空
距离拉翁莱塔普最近的民用航空站为斯特拉斯堡，距离拉翁莱塔普市中心的公路里程约80公里。

### 城市公共交通
拉翁莱塔普暂无城市公共交通系统。

## 政治

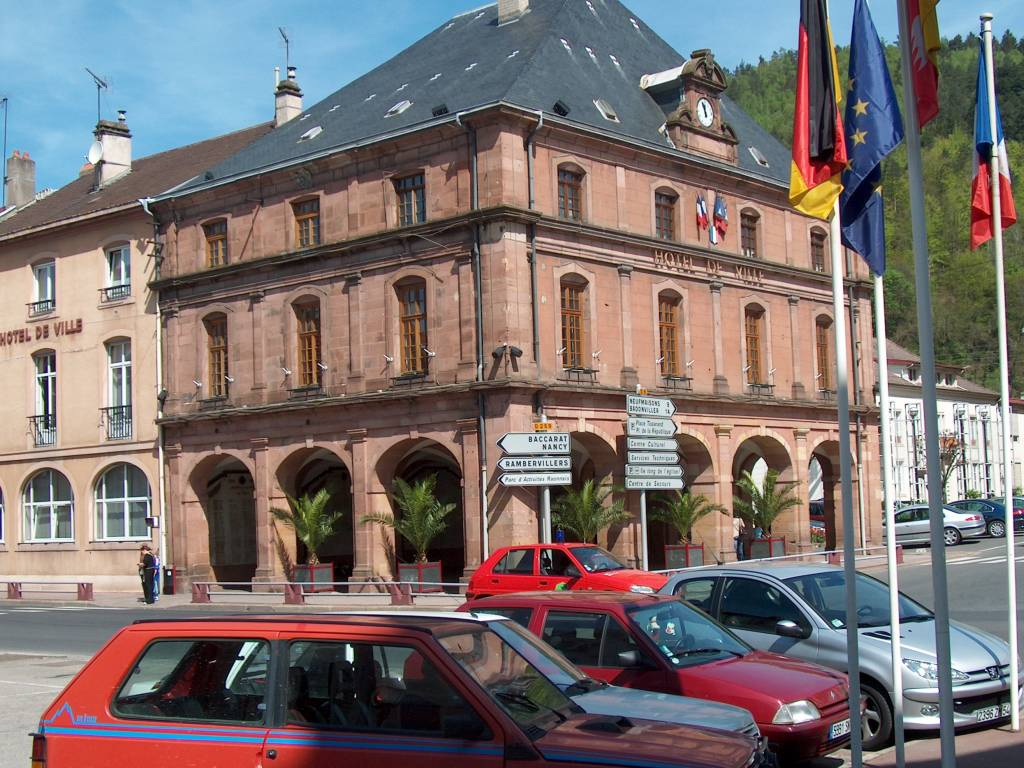
拉翁莱塔普市政厅

拉翁莱塔普的现任市长为伯努瓦·皮埃拉先生（Benoît Pierrat），他是一名左翼无党派人士，在2020年的市政选举中获得了87.88%的支持率。
在2017年的法国总统大选中，法国国民阵线主席玛丽娜·勒庞在拉翁莱塔普获得了52.23%的支持率。

## 人口
2017年，拉翁莱塔普市镇人口数量为6,388，在法国排名第1,670位。其中男性3,027人，女性3,361人，75岁及以上人口占10.7%，外籍人口数量为1,347人，人口密度为269人/平方公里，当地居民被称为（男性）或（女性）。2018年，拉翁莱塔普境内出生63人，死亡人口91人。
| 年份   | 1936  | 1946  | 1954  | 1962  | 1968  | 1975  | 1982  | 1990  | 1999  | 2005  | 2010  | 2015  | 2018  |
| ------ | ----- | ----- | ----- | ----- | ----- | ----- | ----- | ----- | ----- | ----- | ----- | ----- | ----- |
| 人口數 | 4,093 | 6,331 | 6,987 | 7,606 | 7,696 | 7,741 | 7,039 | 6,780 | 6,749 | 6,708 | 6,528 | 6,420 | 6,297 |

## 经济
拉翁莱塔普是一个区域性的中心城市，当地共有各类用人单位691家，平均历史为17年，其中99%为中小型企业（PME）。（大型零售）、（铸造业）及（零售）是当地2019年营业额最高的三个企业，分别为36,904,130欧元、9,820,470欧元和3,667,362欧元。

## 财政收入
2019年，拉翁莱塔普的财政收入总额为6,044,130欧元，财政支出总额为5,783,210欧元，当年的债务总额为4,126,530欧元。
2015年，拉翁莱塔普的人均月收入总额为2,069欧元，其中高级职员为4,435欧元，中级职员为2,373欧元，普通职员为1,712欧元。
2017年，拉翁莱塔普境内的青壮年（15至64岁）失业率为27.5%，当地38.4%的家庭拥有纳税资格。

## 社会事务

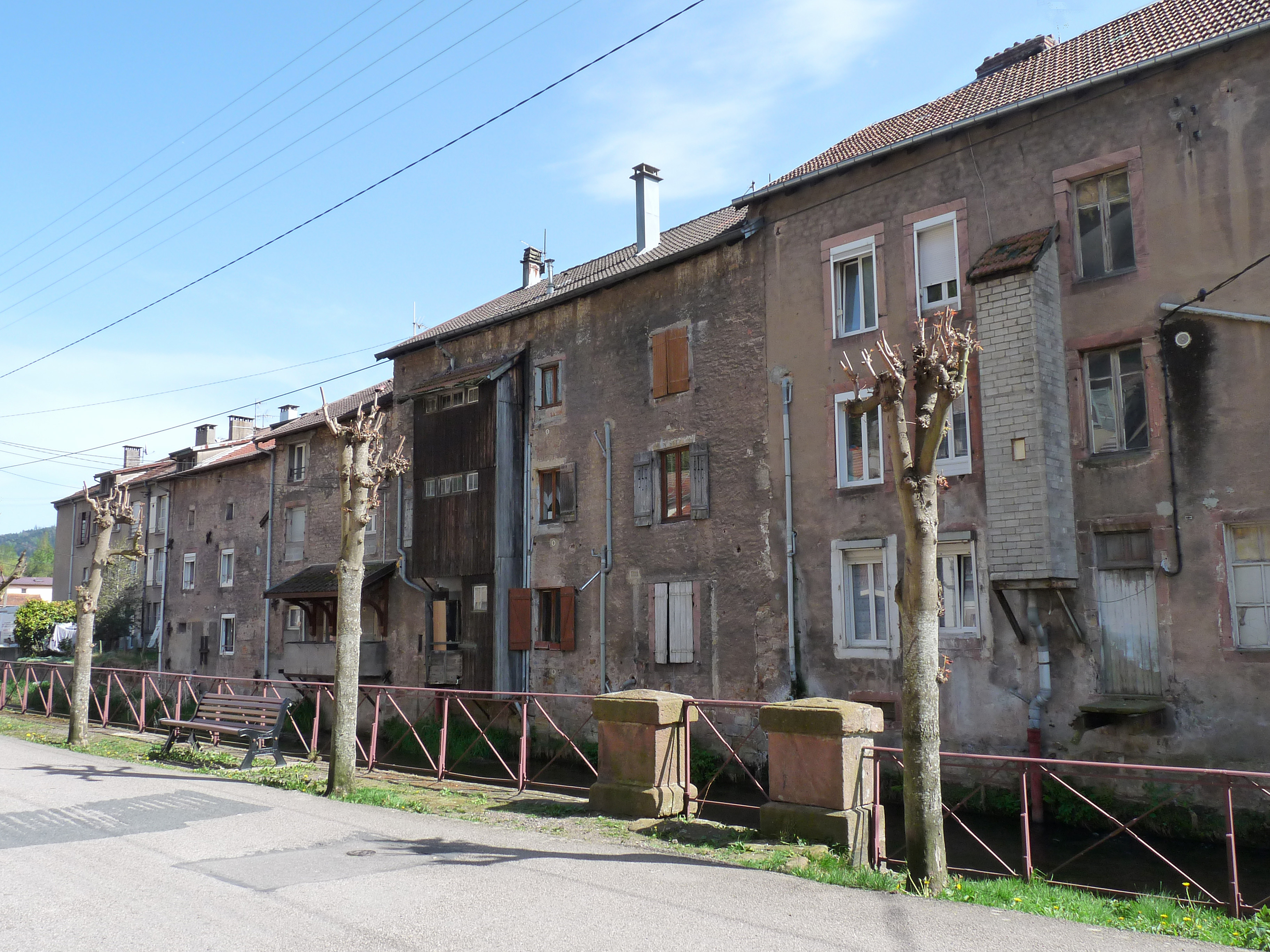
市区居民楼

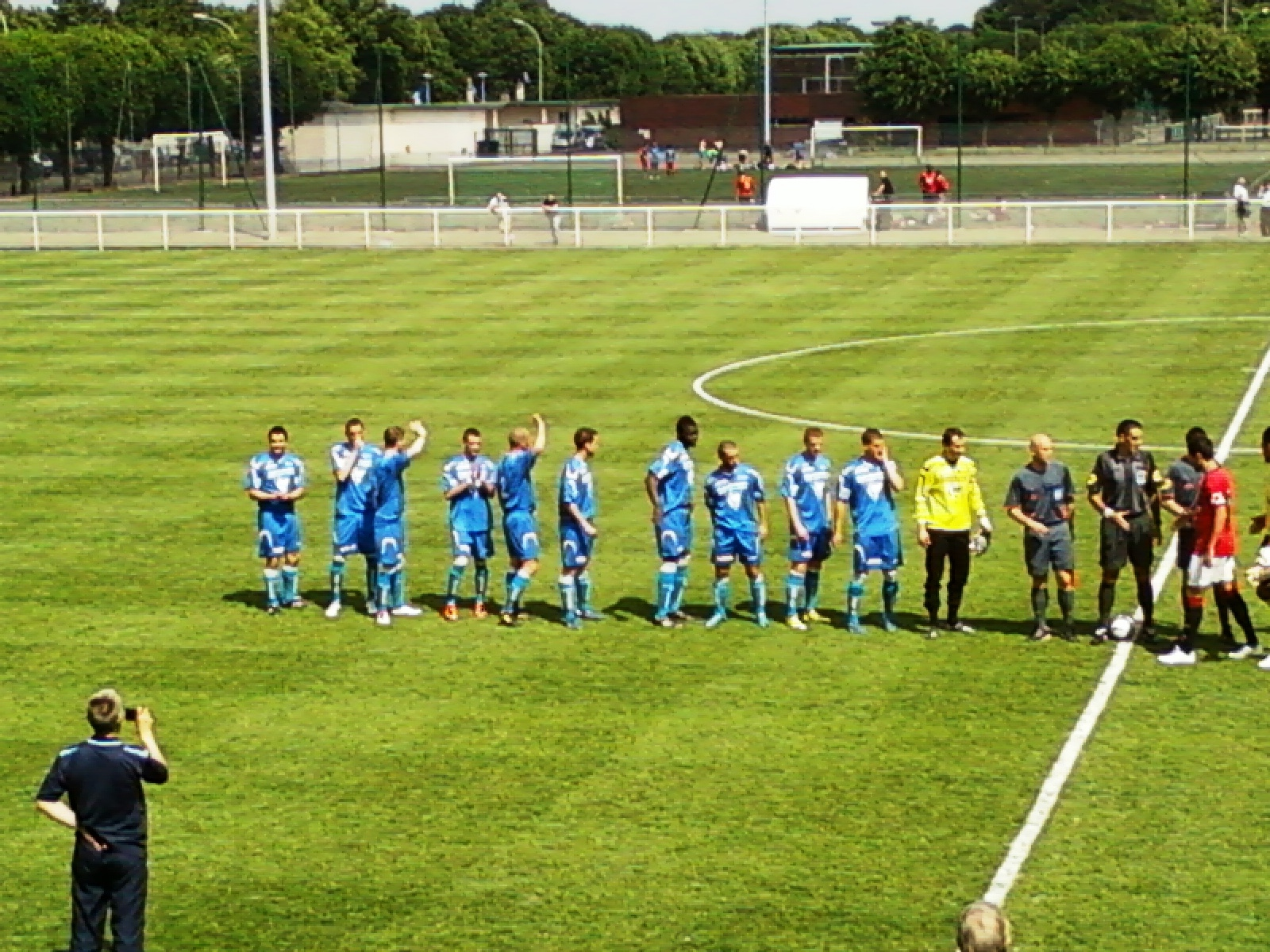
拉翁人体育联盟

### 教育
拉翁莱塔普属于南锡-梅斯学区。截止2019年1月1日，拉翁莱塔普境内共有4所小学、1所初级中学和1所职业高中。2018至2019学年度，拉翁莱塔普境内共有在校中等教育阶段学生567名。

### 医疗
截止2019年1月1日，拉翁莱塔普境内共有全科医生4名、保健师2名、牙医6名、护士9名和助产士1名。境内共有药房3家和养老院1家。
拉翁莱塔普市区建于一个设有197个床位的公立康复中心。

### 住房
2017年，拉翁莱塔普境内共有各类住房3,579套，其中55.7%为独立式居民区，44.1%为集中式居民区。常住房屋占拉翁莱塔普市镇范围内居民建筑总量的84.4%。

### 商业
2019年，拉翁莱塔普境内共有各类实体商铺149家，其中餐厅15家、大型超市4家、杂货店2家、面包房7家、肉铺1家、书店2家、装饰品店3家、银行门店6家、美容美发店12家、汽车维修店13家。市区东北部建有大型开放式商业街区。

### 体育
2019年，拉翁莱塔普境内共有1家游泳池、2间体育馆、1座综合体育场、5处网球场、1处马术场、4处足球或橄榄球场以及1处篮球或排球场。
拉翁人体育联盟是当地的一支足球队，成立于1921年，2020至2021赛季参加法國全國丙組聯賽（法戊），其主场保罗·加塞球场位于市区西北部，可容纳超过4,500名观众。

### 环境
拉翁莱塔普的环境事务由其所属的公共社区负责。2019年，拉翁莱塔普境内共有2家污染企业。

### 治安
2019年，拉翁莱塔普市镇范围内有1处宪兵队。
2014年，拉翁莱塔普及附近地区共发生各类案件2,361起，其中盗窃类案件1,375起，经济类案件204起，毒品交易类案件244起。

## 文化
2019年，拉翁莱塔普境内有1家电影院。拉翁莱塔普市政府提供多媒体中心，向公众全年开放。

### 建筑
拉翁莱塔普境内有多处法国国家文物保护单位，其中圣吕克教堂（Église Saint-Luc de Raon-l'Étape）为当地的代表性建筑物。

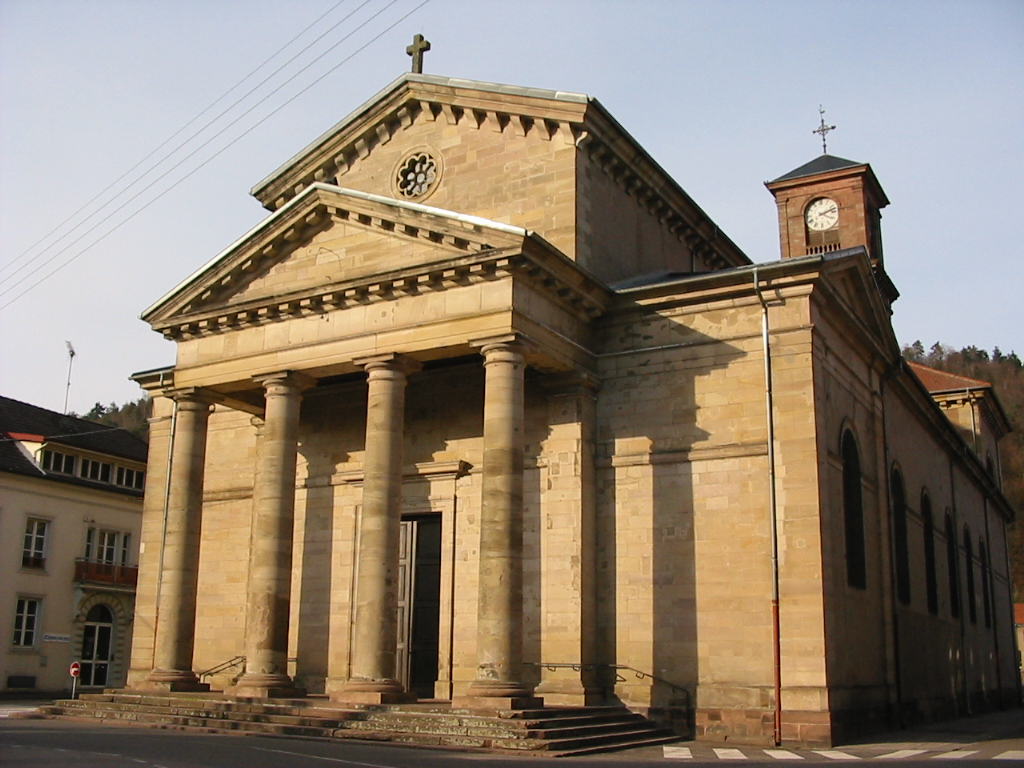
圣吕克教堂
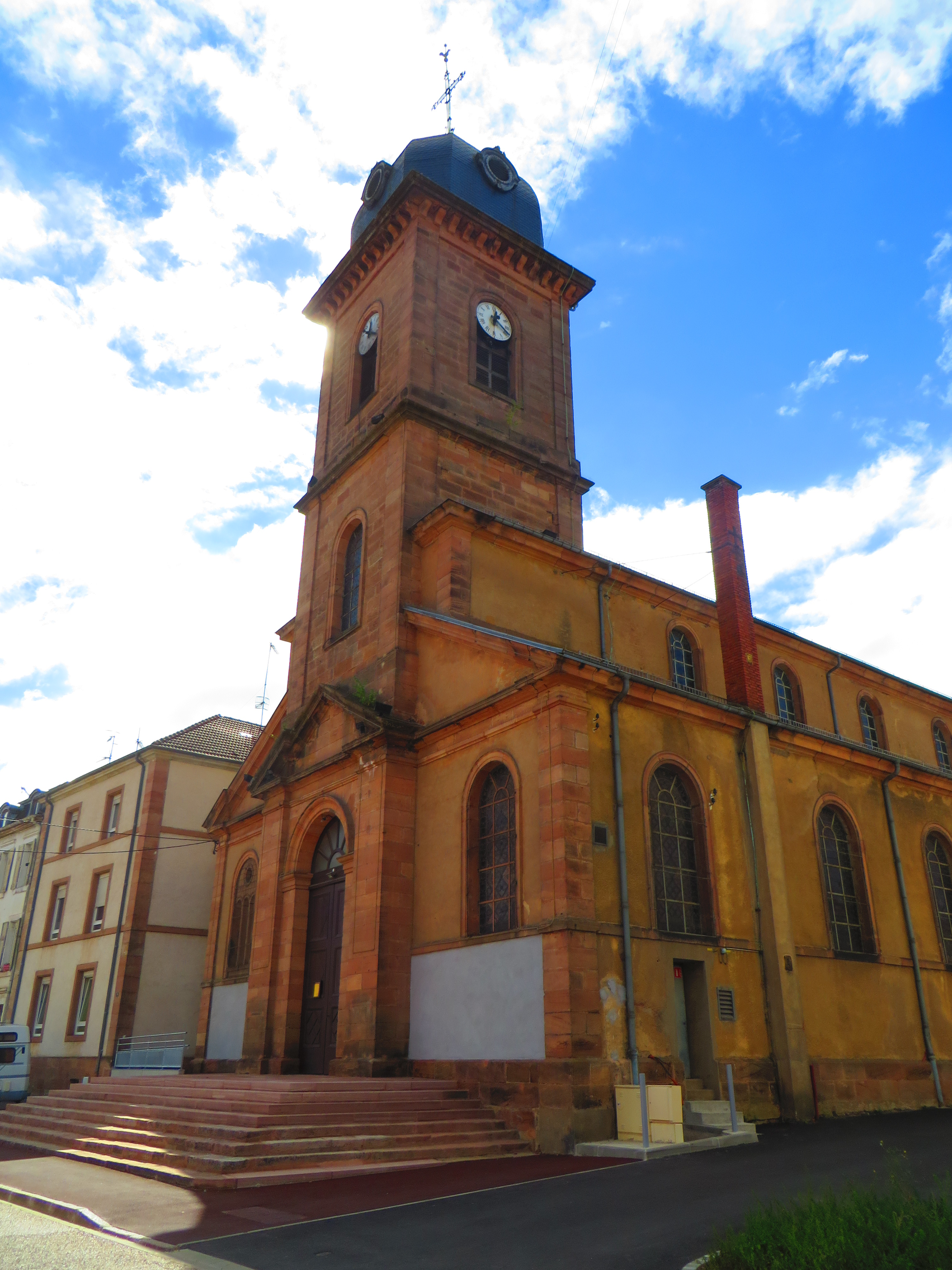
圣乔治教堂
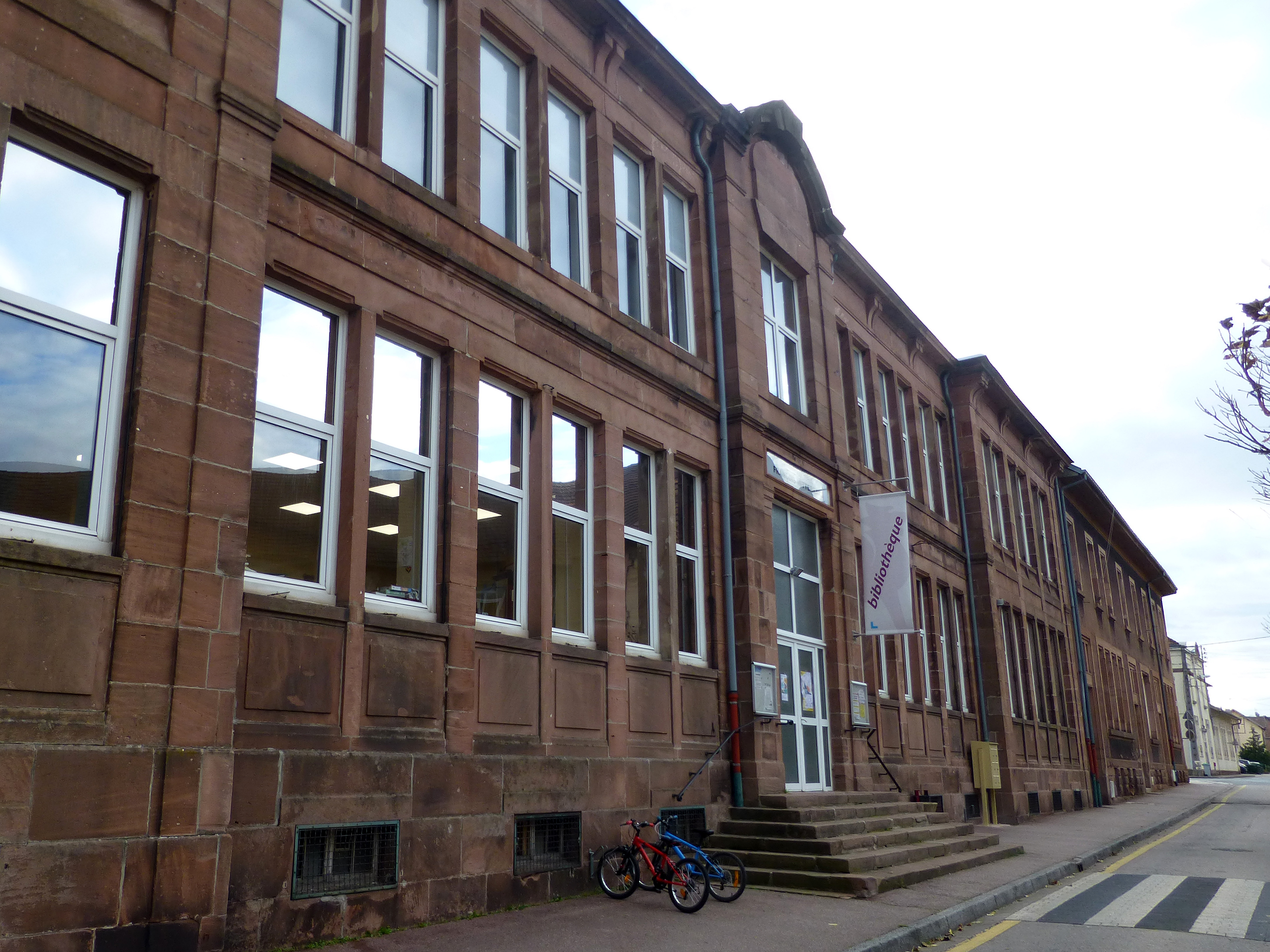
弗朗索瓦·密特朗文化中心
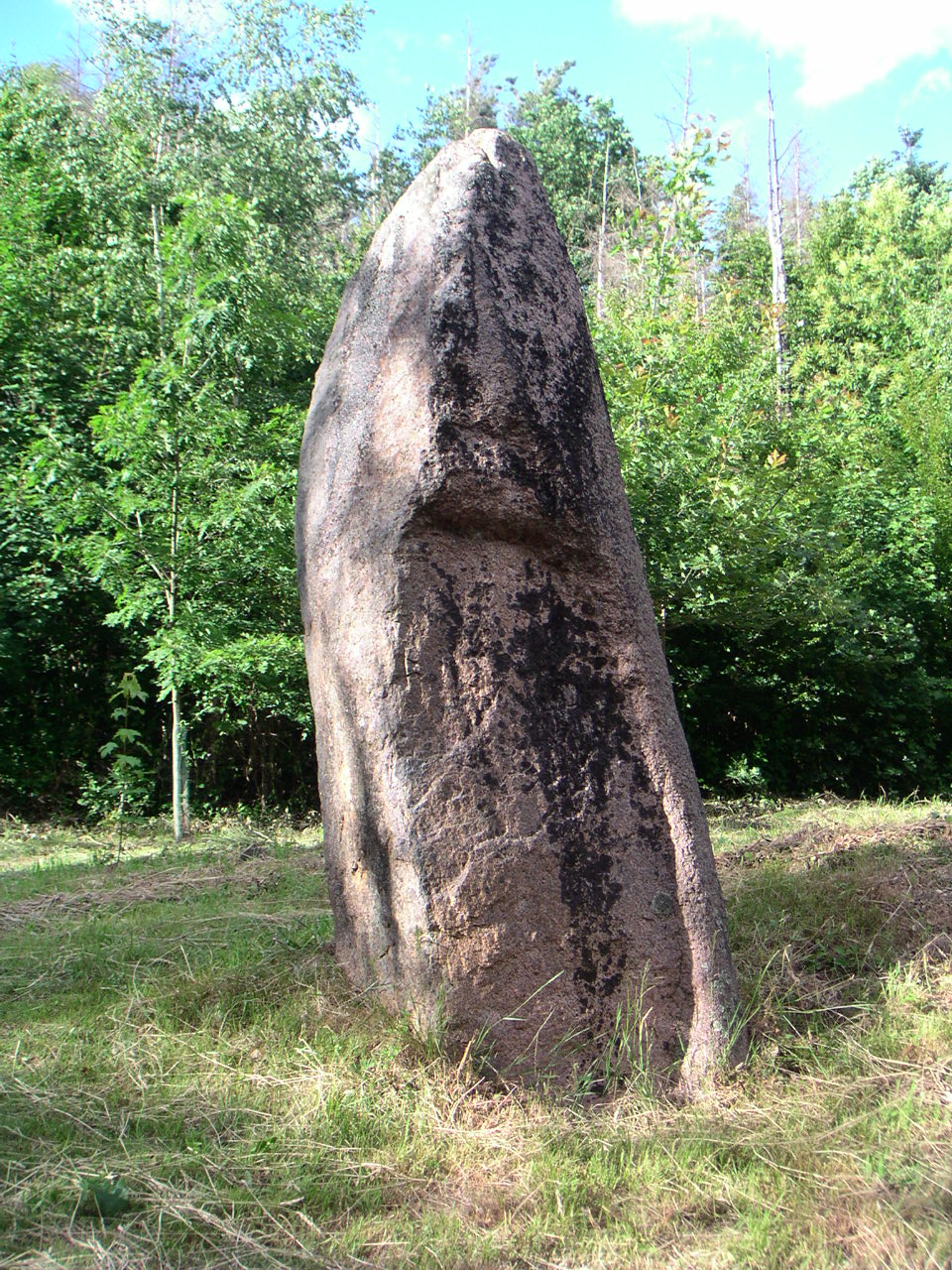
巨石阵
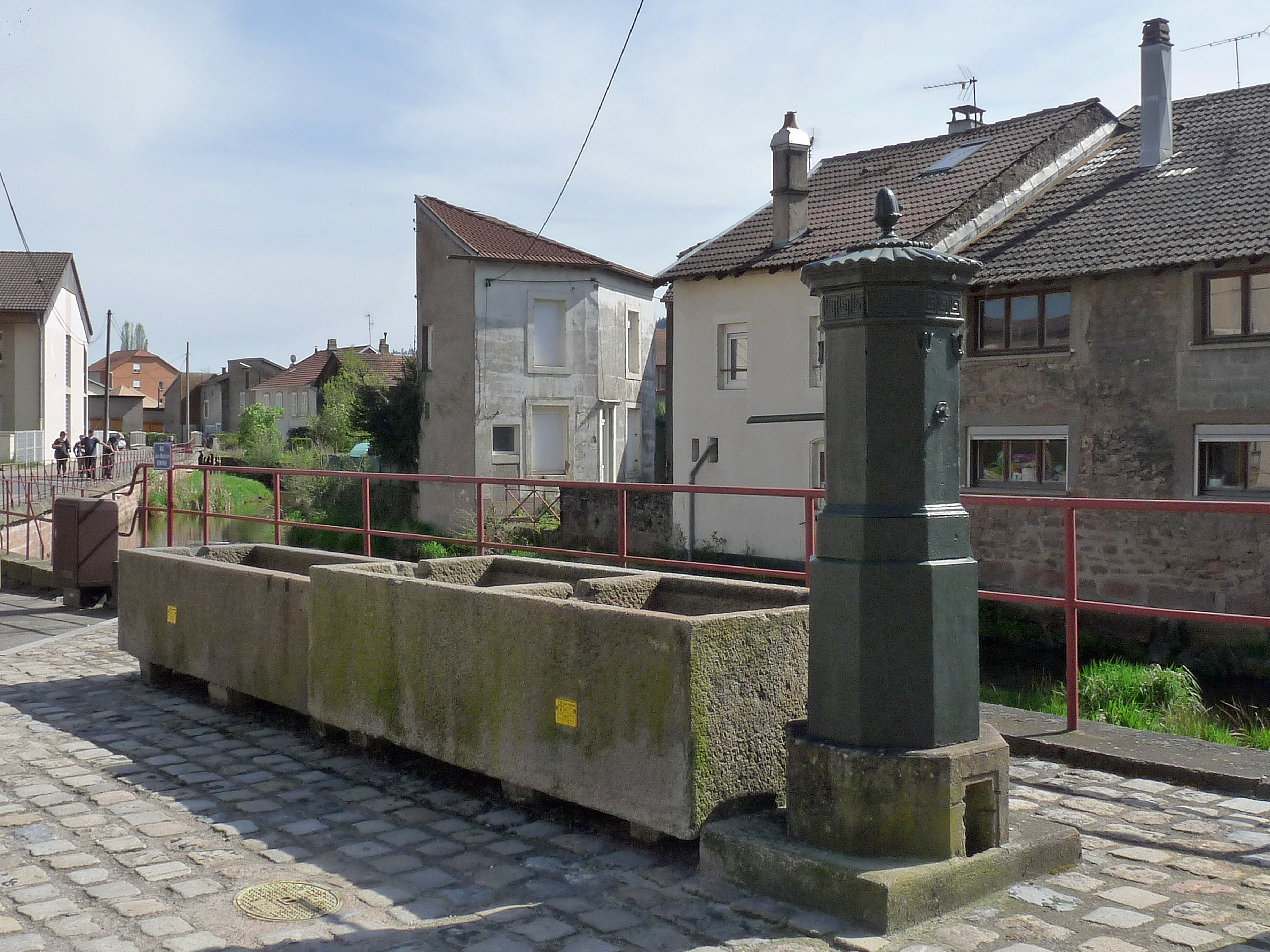
喷泉
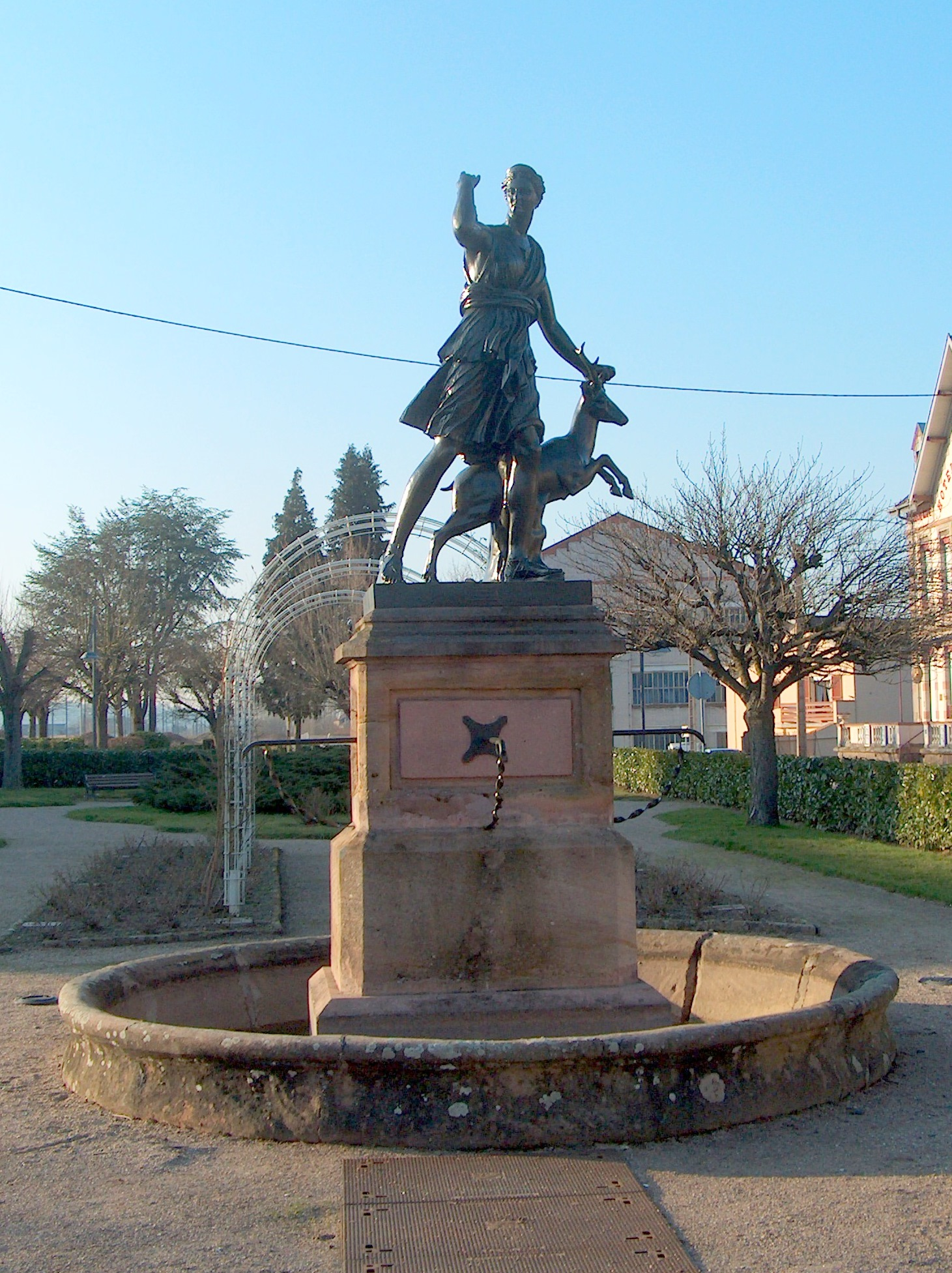
狄亚娜雕像

### 旅游
拉翁莱塔普的旅游事务由其所属的公共社区负责。2020年，拉翁莱塔普境内共有1家宾馆共计10间房间。

### 媒体
法国主要的媒体均可在拉翁莱塔普接收，法国电视三台下属的大东部大区频道在部分时段播出拉翁莱塔普所属区域的地方新闻。

## 相关人物
法国画家保罗·代塞尔、议员埃尔内·皮科和化学家阿兰·德瓦凯出生于拉翁莱塔普。

## 友好城市
截至2021年2月，拉翁莱塔普共与两座城市互为友好城市关系：
- 德国 库彭海姆
- 義大利 菲洛特拉诺